# Benno Bardi
Benno Bardi (geboren als Benno Poswiansky 16. April 1890 in Königsberg in Preußen; gestorben 10. Oktober 1973 in London) war ein deutsch-britischer Komponist und Dirigent. Ab etwa 1922 nannte er sich Bardi. 

## Leben
Benno Poswiansky besuchte das Königliche Wilhelms-Gymnasium in Königsberg und ab 1906 das Königstädtische Gymnasium in Berlin. Er studierte danach in Königsberg und in Berlin Musikwissenschaft, Literaturgeschichte und Philosophie. Am Sternschen Konservatorium hatte er Klavierunterricht bei Gustav Pohl, und er nahm Kompositionsunterricht bei Engelbert Humperdinck. Er war als Korrepetitor an der Krolloper tätig, sodann in Potsdam und bei Emil Nikolaus von Reznicek am Theater des Westens, weiterhin als Solorepetitor an der Staatsoper Berlin unter Richard Strauss. 
Während des Ersten Weltkriegs war Poswiansky von 1914 bis 1916 Soldat und danach in der Kriegsfürsorge dienstverpflichtet. In dieser Zeit war er auch als Militärkapellmeister eingesetzt. Er wurde als Kapellmeister und Chordirektor in Saarbrücken und Zittau tätig. 
Bardi machte 1919 eine Magisterprüfung in Königsberg. Zurück in Berlin gründete er die „Konzertvereinigung Groß-Berlin“. Er schrieb Bühnenmusiken bei Max Reinhardt für das Deutsche Theater Berlin. Für Wilhelm Doegens Lautabteilung für Sprach- und Musikaufnahmen an der Preußischen Staatsbibliothek machte er Studienreisen nach Ägypten und in den Sudan. 1924 wurde er in Königsberg mit der Dissertation „Flotow als Opernkomponist“ promoviert.
Bardi war im Musikbetrieb Berlins vielfältig engagiert. Ab 1927 war er Herausgeber der Berliner Konzertzeitung und schrieb Feuilletons und Kritiken für Berliner Tageszeitungen des Ullstein-Verlags. Bardi bearbeitete 1925 die Oper Fatme nach Friedrich von Flotow für das Theater des Westens, 1927 die Oper Bimala nach Fromental Halévy für das Stadttheater Magdeburg und 1929 die heitere Oper Der tolle Kapellmeister für die Komische Oper Berlin. Im Jahr 1927 hielt Bardi sich als Privatgelehrter in Florenz auf und danach bis 1931 als Lehrer für Musikwissenschaft in Paris. 1928 dirigierte er für die Berliner Funkstunde.
Nach der Machtübergabe an die Nationalsozialisten wurde Bardi im Juli 1933 bei einer Freimaurersitzung der Hamburger-Großloge Opfer eines SA-Überfalls. Er floh daraufhin nach Kairo und arbeitete dort in einem Filmstudio. Als ihm von der deutschen Gesandtschaft der Pass entzogen wurde, floh er 1939 nach Jerusalem. Nach Kriegsende ging er über Italien nach London. Auch dort konnte er nur mühsam seinen Lebensunterhalt als freiberuflicher Dozent beim Londoner City Council Literature Institute fristen, eine Tätigkeit, die ihm dann altersbedingt gekündigt wurde. Die Bearbeitung seines bei der Bundesrepublik Deutschland gestellten Antrags auf Wiedergutmachung zog sich über Jahre hin. 
Bardi war in erster Ehe mit der Malerin Grete Hirsch verheiratet, in zweiter mit Susan Gluck und in dritter Ehe mit der Buchhändlerin Lily Faith.